# Vuotinainen
Vuotinainen är en sjö i kommunen Högfors i landskapet Nyland i Finland. Sjön ligger 107,5 meter över havet. Den är 14,23 meter djup. Arean är 99 hektar och strandlinjen är 6,24 kilometer lång. Sjön  ingår i Karisåns huvudavrinningsområde.   Den ligger omkring 68 km nordväst om Helsingfors. 